# Jameln
Jameln là một đô thị của huyện Lüchow-Dannenberg, bang Niedersachsen, Đức. Đô thị này có diện tích 35,84 km². Jameln thuộc Samtgemeinde ("đô thị tập thể") Elbtalaue.

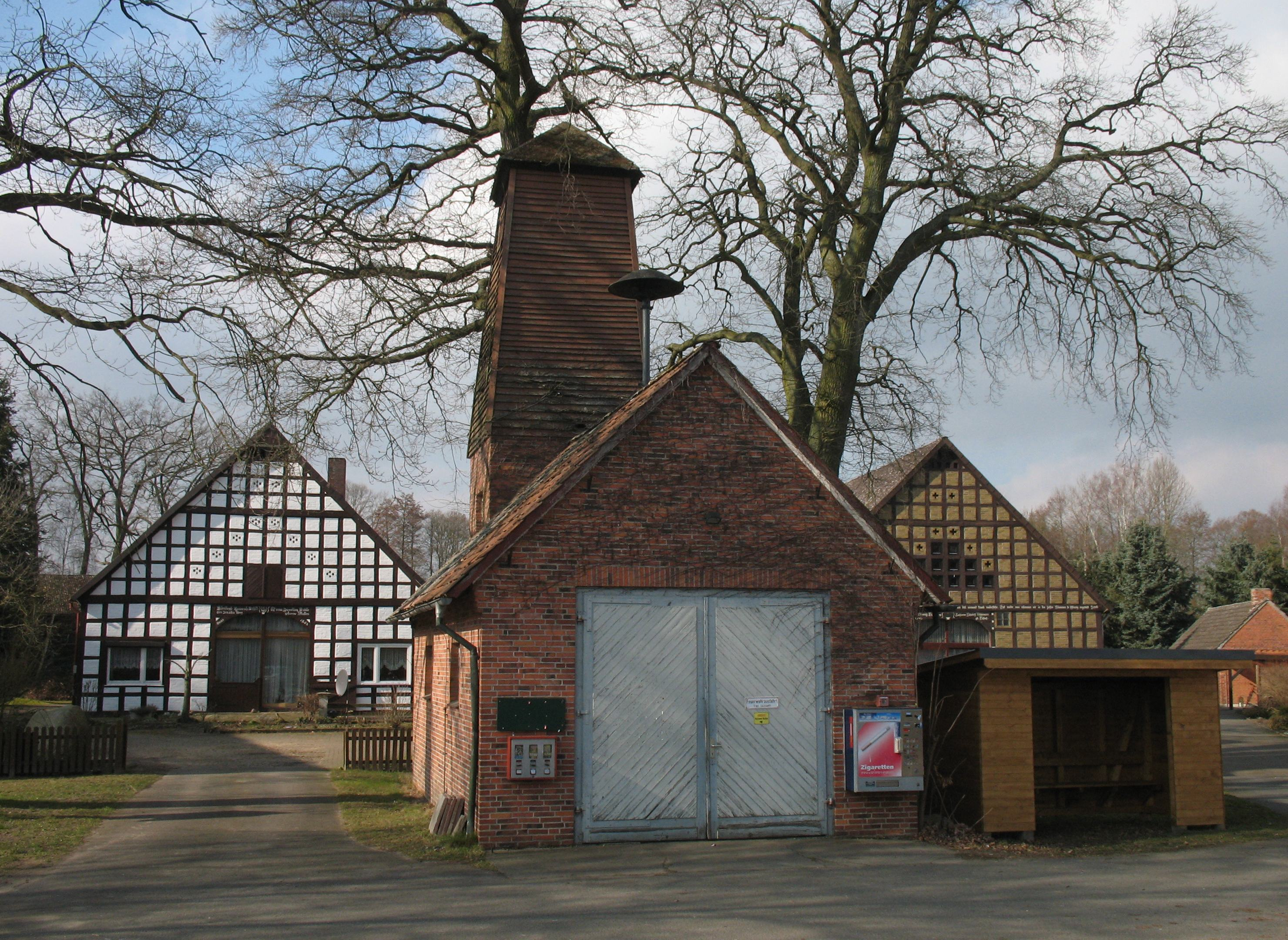
Breselenz

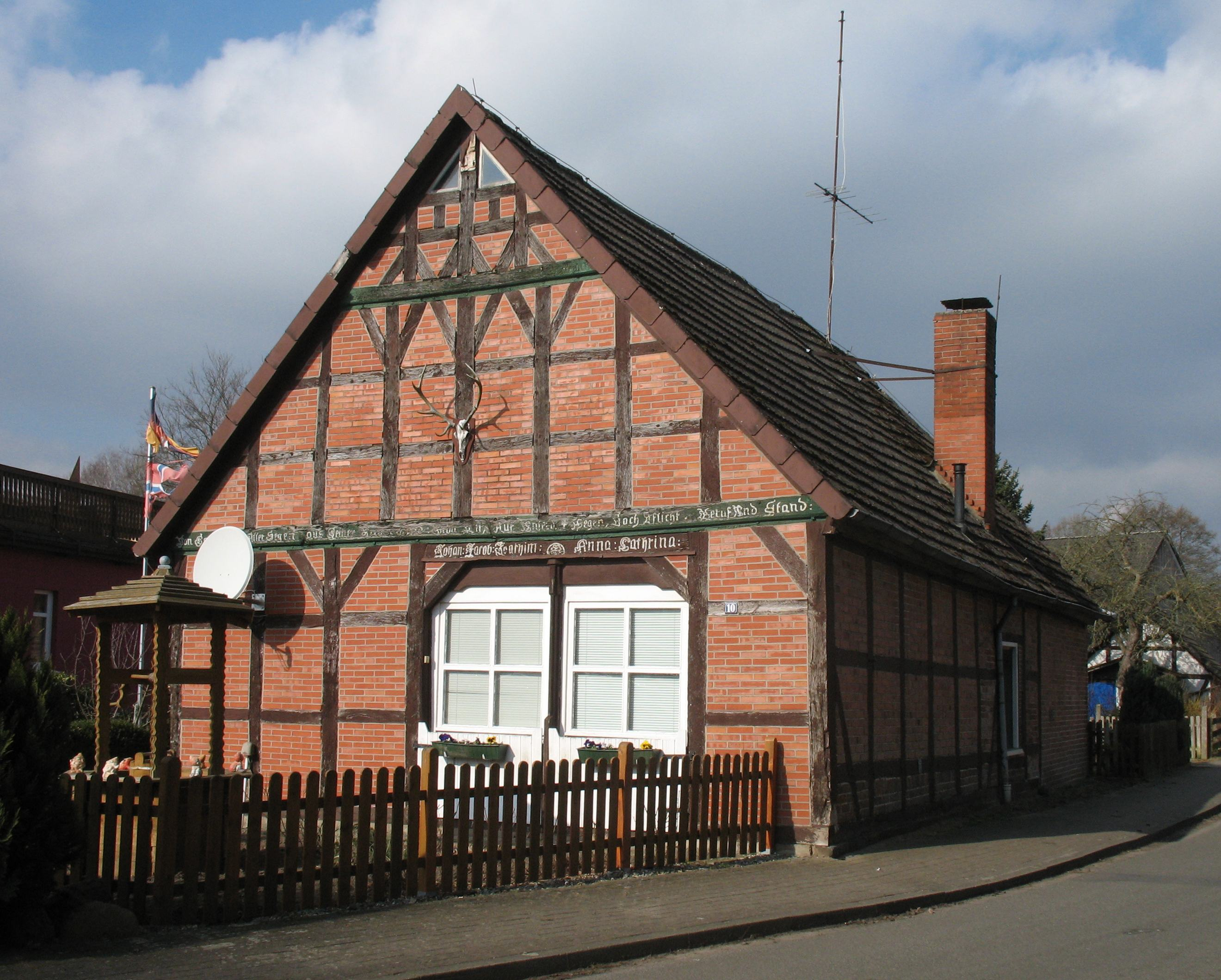
Breselenz

Đôn thị này có 10 làng:
- Breese im Bruche
- Breselenz
- Breustian
- Jameln
- Langenhorst
- Mehlfien
- Platenlaase
- Teichlosen
- Volkfien
- Wibbese